# Carlos Salcedo
Carlos Joel Salcedo Hernández (Cidade do México, 29 de setembro de 1993) é um futebolista Mexicano que atua como zagueiro. Atualmente defende o Cruz Azul, do México.

## Carreira
Carlos Salcedo integrou a Seleção Mexicana de Futebol nas Olimpíadas de 2016.

### Caso da morte da irmã do jogador
Em 29 de junho de 2024, a irmã do jogador de futebol Carlos Salcedo e apresentadora de TV, Martha Paola, foi assassinada a tiros ao sair de um circo em Huixquilucan, no México, na noite. Ela assistia à apresentação com o filho. Segundo o jornal mexicano "El Universal", a vítima, de 29 anos, teria saído do local para atender uma ligação no estacionamento, quando sofreu o ataque. Paola chegou a ser encaminhada ao Hospital de Ángeles, onde não resistiu aos ferimentos e morreu. Os criminosos estavam em uma caminhonete com vidros escuros e sem placa. Os criminosos não foram identificados pelas autoridades.
Em uma postagem nas redes sociais, a mãe do jogador de futebol mexicano Carlos Salcedo o acusou de ser o autor intelectual do assassinato da própria irmã, Paola. De acordo com o jornal "El Gráfico", María Izabel Hernández, mãe de Carlos e Paola, repostou uma imagem em suas redes sociais em que uma outra mulher acusa Carlos e sua esposa, Andrea Navarro, de estarem por trás do crime. A imprensa mexicana afirma que Carlos Salcedo se afastou de sua família em 2018, quando estava passando por um processo de divórcio com sua então mulher, Ivanna Sigüenza. Na época, o atleta também acusou sua irmã e seu pai de mau gerenciamento da sua carreira. Carlos já havia trocado ofensas com Paola publicamente, acusando-a de chantagem e dizendo que ela seria "psicologicamente instável". Eles teriam se reconciliado brevemente em 2020, com o nascimento do sobrinho do jogador.

## Títulos
Chivas Guadalajara
- Copa México: 2015 (Apertura)
- Supercopa do México: 2016

Eintracht Frankfurt
- Copa da Alemanha: 2017–18

Tigres UANL
- Campeonato Mexicano: 2019 (Clausura)
- Liga dos Campeões da CONCACAF: 2020

Seleção Mexicana
- Jogos Centro-Americanos e do Caribe: 2014
- Torneio Pré-Olímpico da CONCACAF Sub-23: 2015
- Copa Ouro da CONCACAF: 2019

## Prêmios individuais
- Seleção do Campeonato Mexicano: 2015 (Clausura)
- Melhor Zagueiro Central do Campeonato Mexicano: 2015 (Apertura)
- Seleção da Liga dos Campeões da CONCACAF: 2019
- Seleção da Copa Ouro da CONCACAF: 2019
- Seleção da Década da CONCACAF pela IFFHS: 2011–2020